# Aziatische kampioenschappen wielrennen 2024 – Individuele tijdrit vrouwen beloften
De individuele tijdrit voor vrouwen beloften op de Aziatische kampioenschappen wielrennen 2024 werd gehouden op 9 juni. De 14 deelneemsters moesten een parcours van 20 kilometer in en rond Almaty afleggen. De Chinese He Hongyangwon, voor de Indonesische Dewika Mulya Sova en Akpeiil Ossim uit Kazachstan. De winnende tijd van He was nipt sneller dan de tijd waarmee Rinata Soeltanova brons behaalde bij de eliterensters, die hetzelfde parcours aflegden.

## Uitslag
| Plaats | Naam                     | Tijd         |
| ------ | ------------------------ | ------------ |
| Goud   | He Hongyang              | 29'27,888"   |
| Zilver | Dewika Mulya Sova        | + 11,549"    |
| Brons  | Akpeiil Ossim            | + 30,531"    |
| 4      | Fariba Hashimi           | + 59,683"    |
| 5      | Evgeniya Golotina        | + 1'25,010"  |
| 6      | Lâm Thị Thùy Dương       | + 1'59,280"  |
| 7      | Anujin Jinjiibadam       | + 2'31,329"  |
| 8      | Jasmeek Kaur Sekhon      | + 2'38,070"  |
| 9      | Kamonrada Khaoplot       | + 2'47,680"  |
| 10     | Lee Chai-roug            | + 3'27,263"  |
| 11     | Chan Chi Ian             | + 3'42,053"  |
| 12     | Cheung Li Tong Guardiola | + 4'00,442"  |
| 13     | Sevinç Kutlimuradova     | + 9'27,756"  |
| 14     | Alla Voronaja            | + 11'17,841" |